# Gustav Vigeland
Gustav Vigeland (11 de abril de 1869 – 12 de março de 1943) foi um escultor norueguês.
A sua obra mais famosa é o Parque Vigeland em Oslo na Noruega. Foi ele quem desenhou a medalha do Prémio Nobel da Paz.

## Biografia
Gustav Vigeland  nasceu numa família de artesãos e contabilistas numa pequena cidade no sul da Noruega, onde fez os estudos primários e começou a executar escultura em madeira. Aos quinze anos foi enviado para Oslo como aprendiz de um escultor profissional de madeira, mas após dois anos teve que voltar para casa para ajudar a família devido à morte inesperada do seu pai.
Regressou a Oslo em 1888 com a intenção de ser escultor. Graças à ajuda moral e financeira do escultor Brynjulf Bergslien, começou a frequentar uma escola de arte e, em 1889, exibiu pela primeira vez uma de suas obras ("Hagar og Ismael").
De 1891 a 1896, viajou fora do seu país. Foi a Copenhaga, Paris, Berlim e Florença. Dessa experiência resultou a sua formação não académica: em Paris, frequentou o estúdio de Auguste Rodin, enquanto na Itália entrou em contacto com a arte antiga e renascentista. Naqueles anos, alguns dos temas que dominavam a época da sua maior produção artística começaram a surgir em sua obra: a morte, o quotidiano, a relação entre homem e mulher.
Gustav Vigeland fez as duas primeiras exposições pessoais na Noruega em 1894 e 1896 e foi muito bem recebido por alguns críticos.
De 1897 a 1902, foi contratado como escultor para os trabalhos de restauração da Catedral de Nidaros, em Trondheim. A exposição à arte medieval contribuiu com um novo elemento em sua produção criativa autónoma: o dragão, símbolo do pecado, da força da natureza, lutando contra o homem.
De volta a Oslo, obteve um empréstimo de um espaço onde poderia trabalhar. Naquela época, a Noruega vivia uma grande efervescência nacionalista, que culminou na independência sem sangue da Suécia em 1905. O país queria celebrar a sua própria história e cultura. Considerado o mais talentoso escultor norueguês, Vigeland recebeu muitas encomendas para estátuas ou bustos comemorativos de ilustres compatriotas, como o dramaturgo Henrik Ibsen e o matemático Niels Henrik Abel.
Em 1906, apresentou um modelo de gesso de uma fonte monumental que, de acordo com a intenção inicial do consistório de Oslo, deveria adornar a praça em frente ao Parlamento Nacional. O trabalho de Vigeland foi bem recebido, mas surgiram divergências quanto ao local onde foi colocado. A realização prática da fonte foi adiada até que um acordo fosse alcançado em sua localização final. Durante a espera, Vigeland expandiu o seu projeto original adicionando vários grupos esculturais e, em 1919, uma alta coluna de granito.

## Galeria

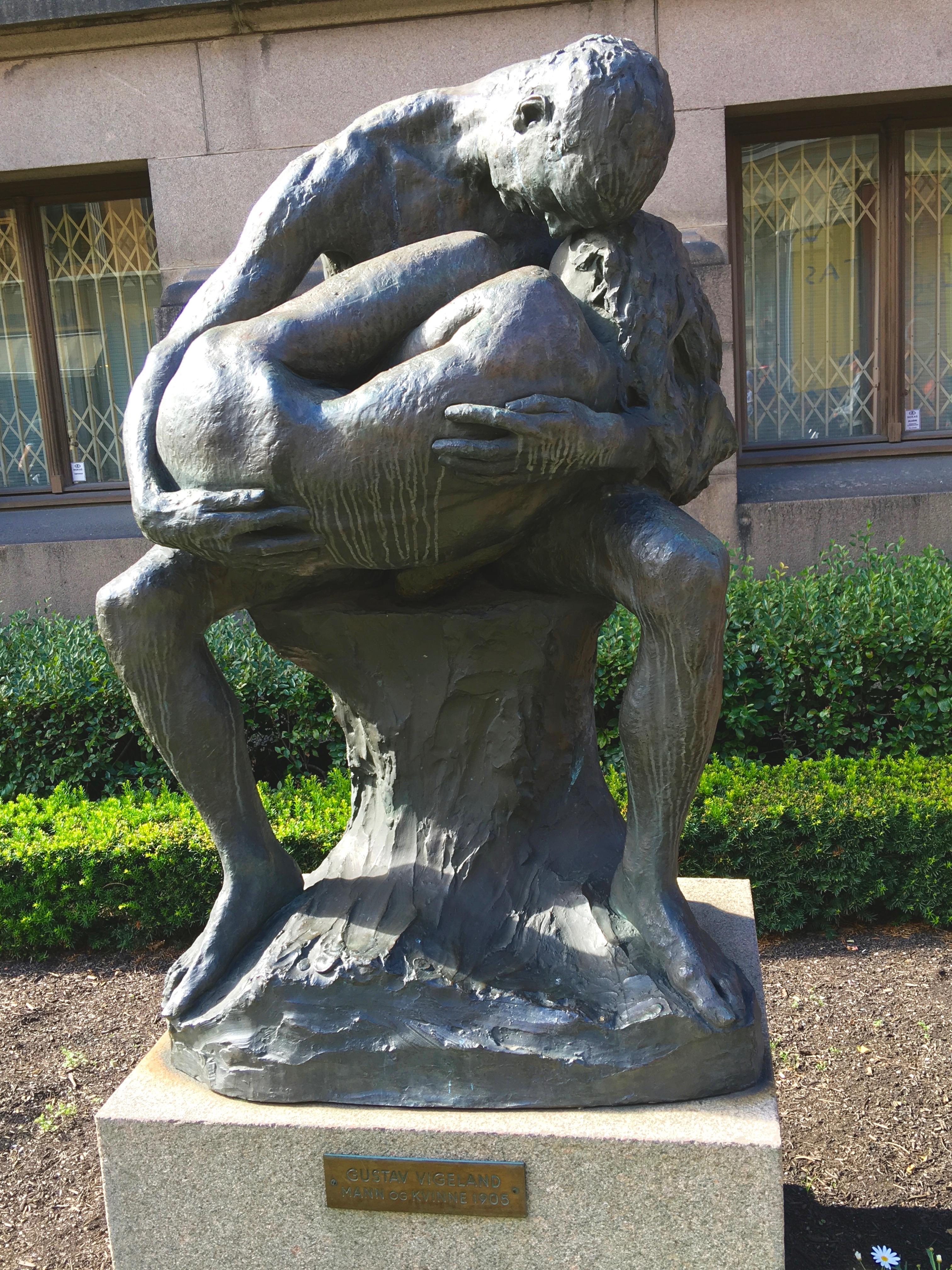
1905
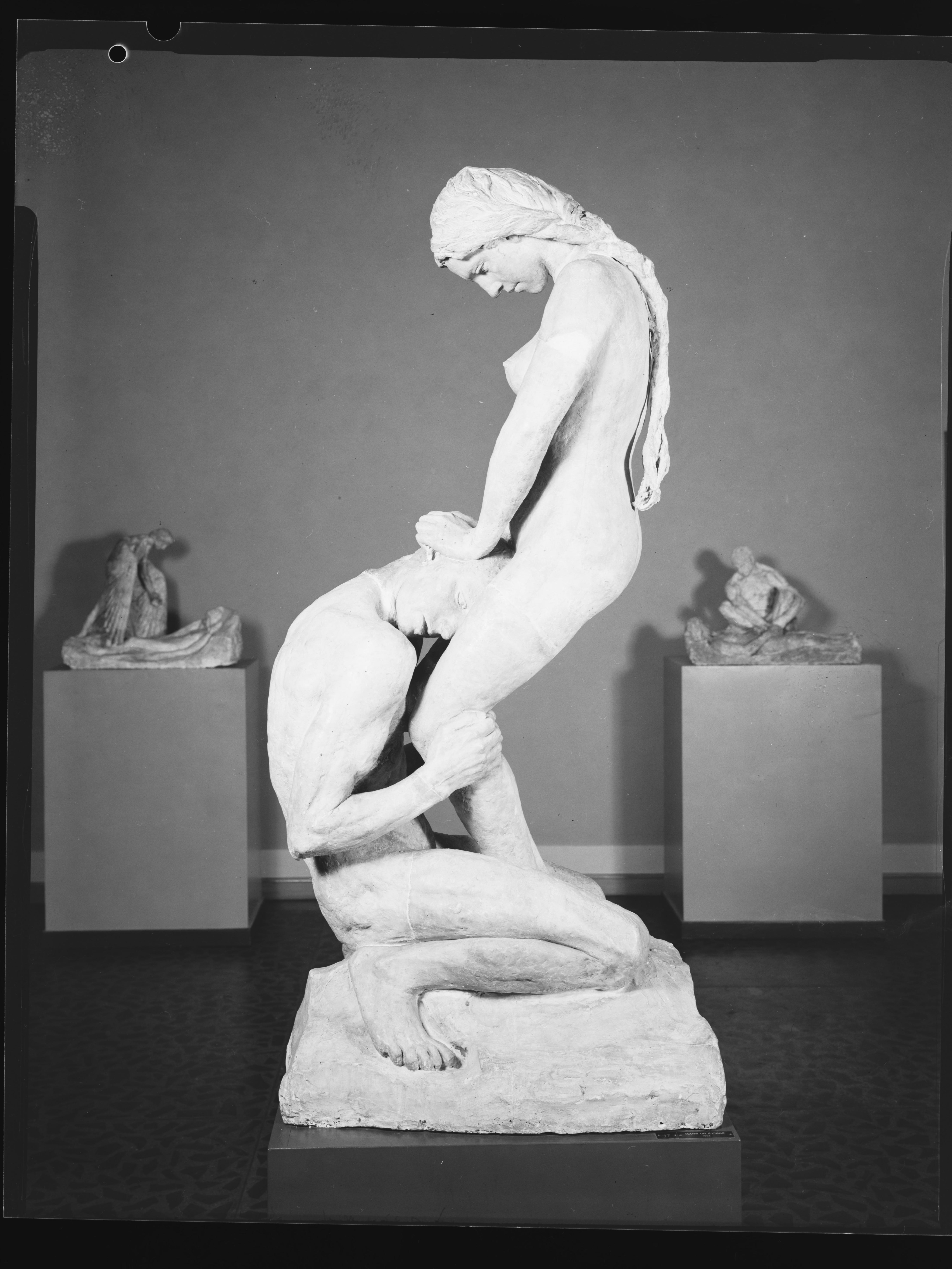
Eros e Psyche, 1908
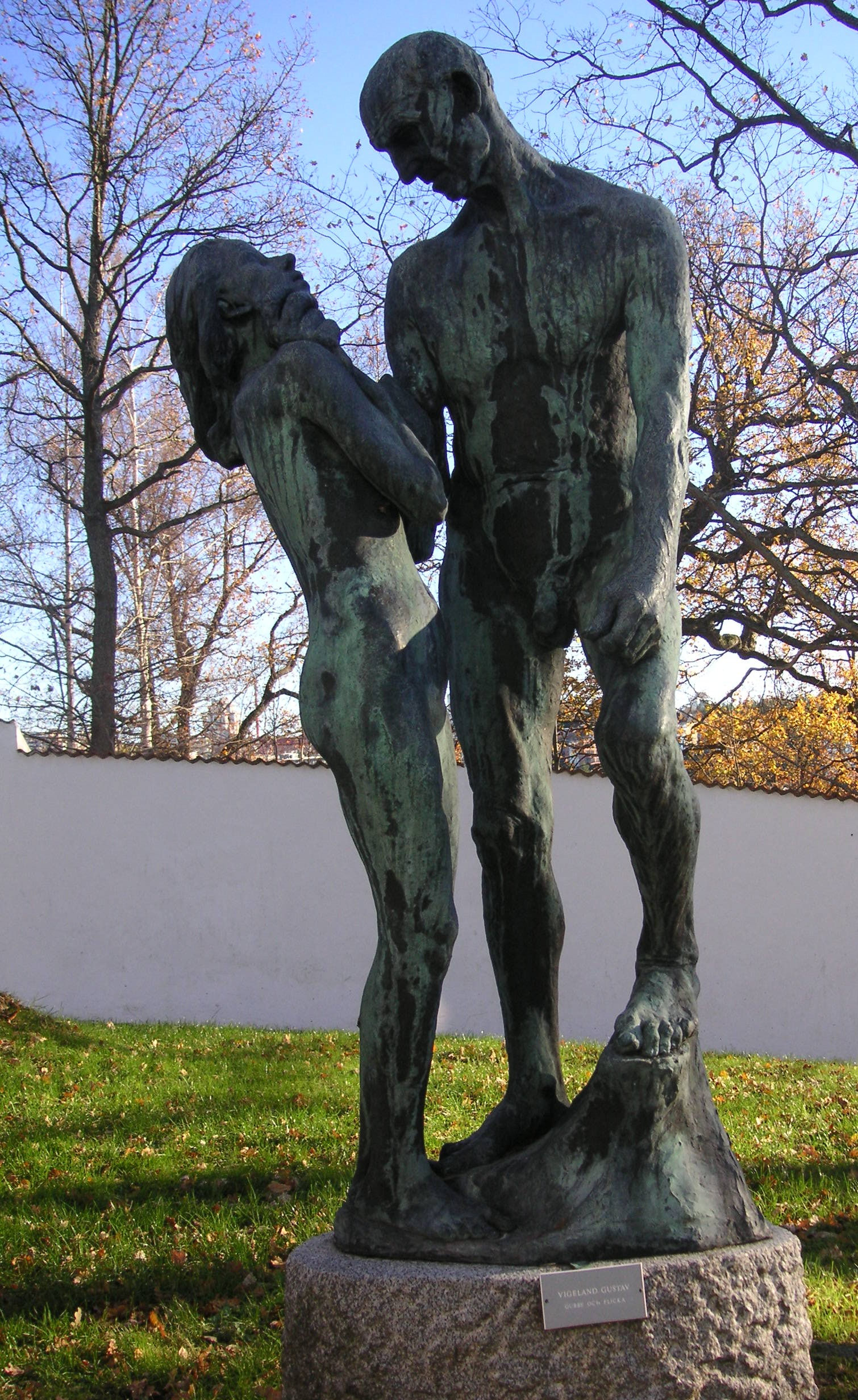
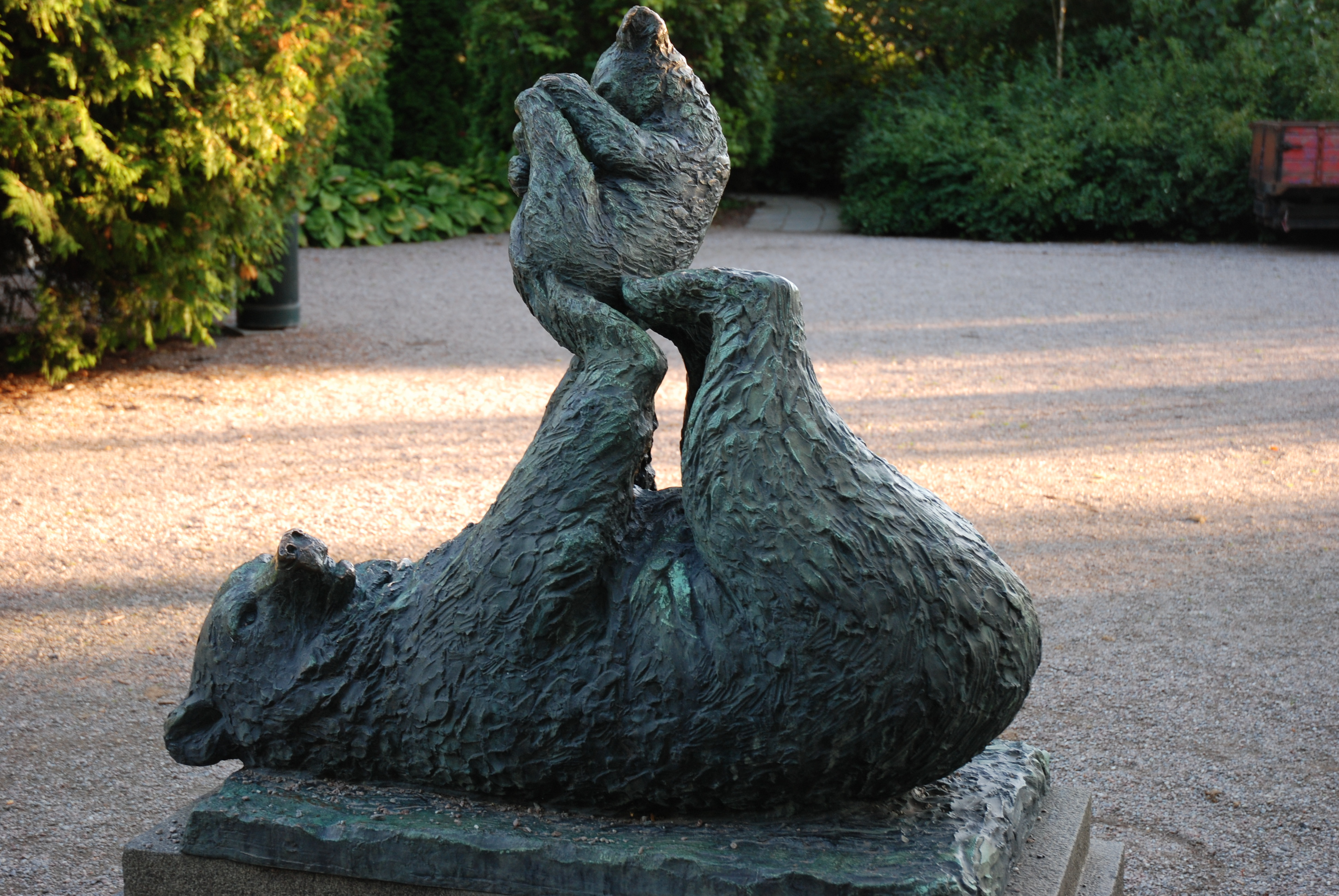
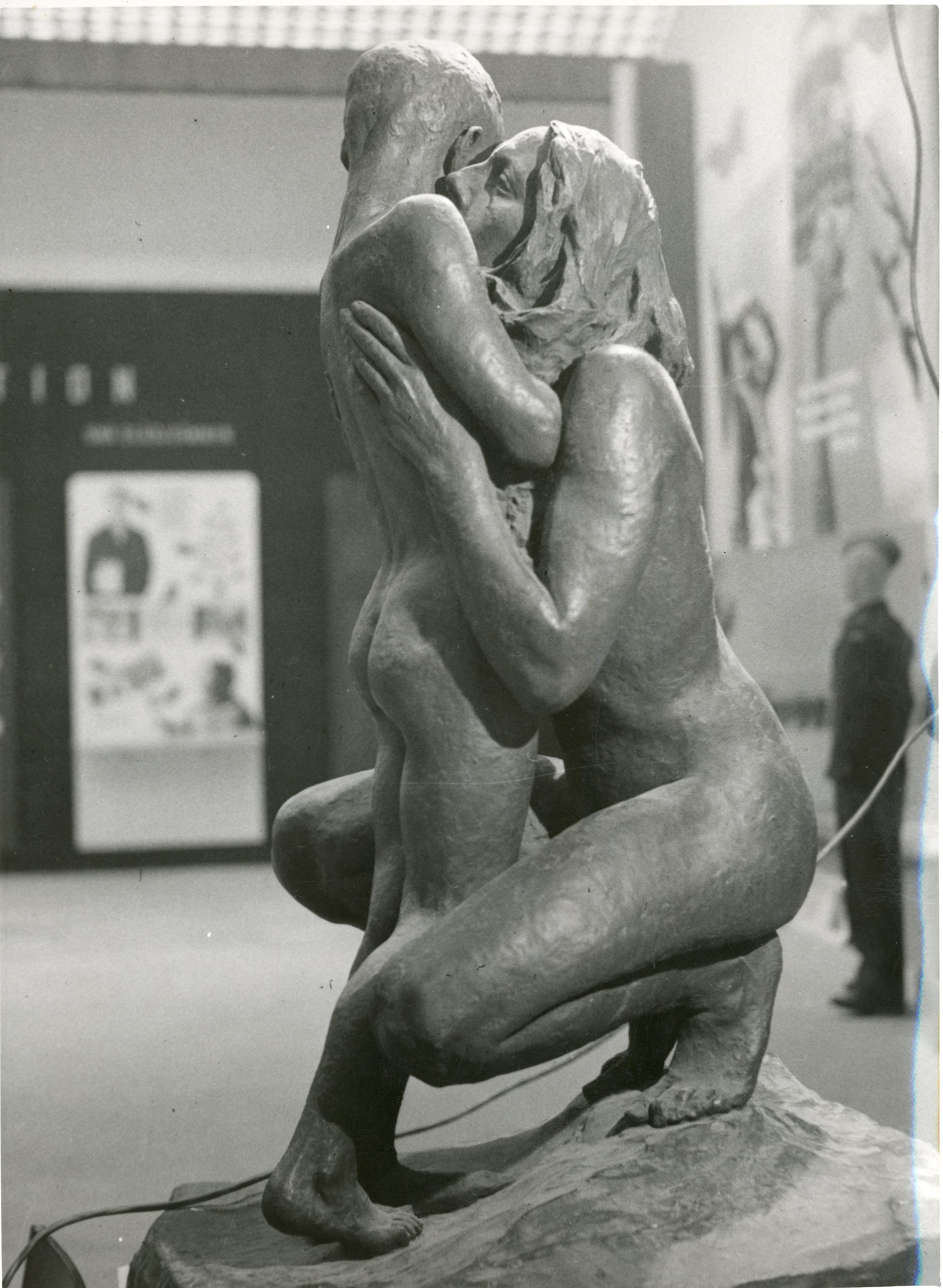
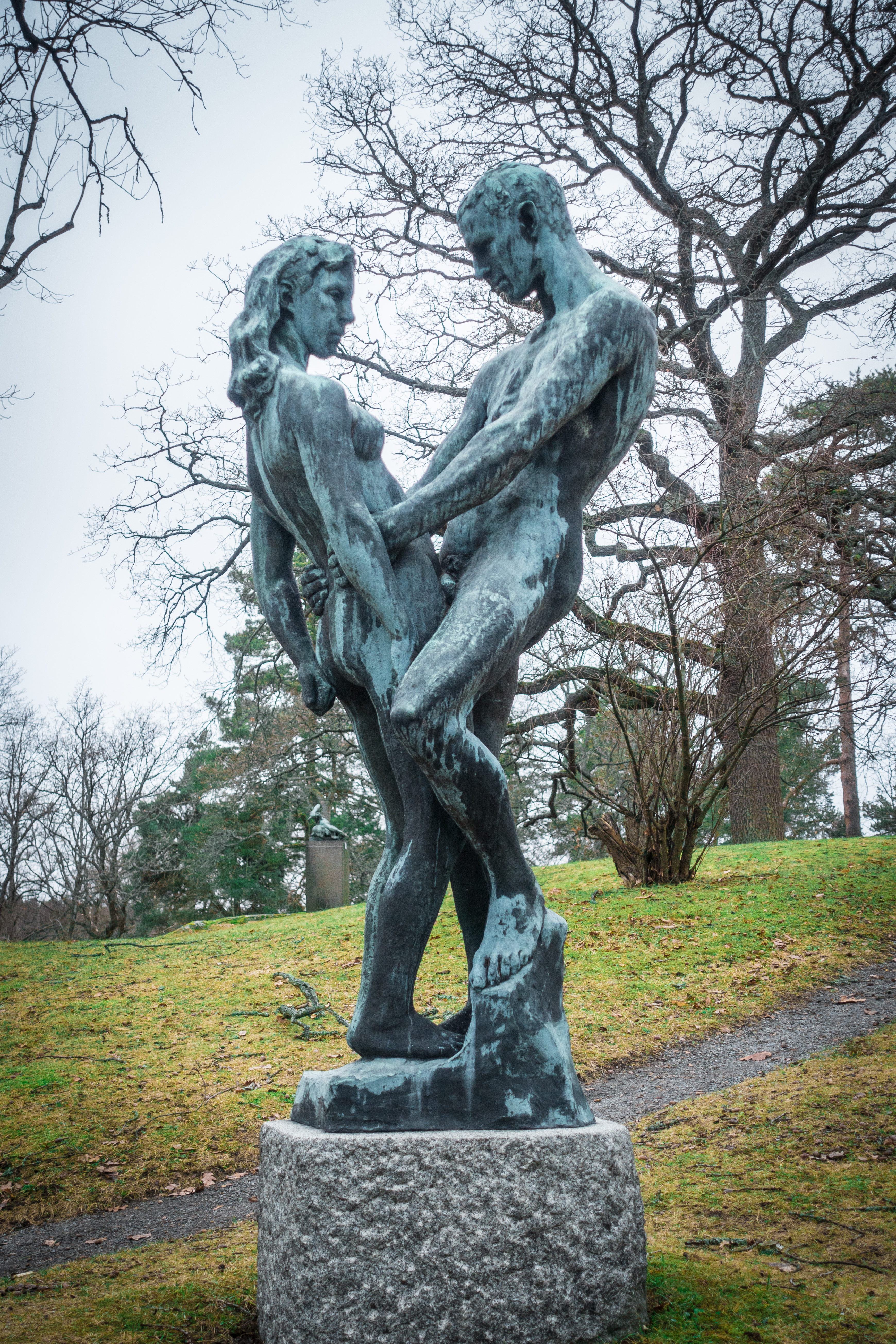
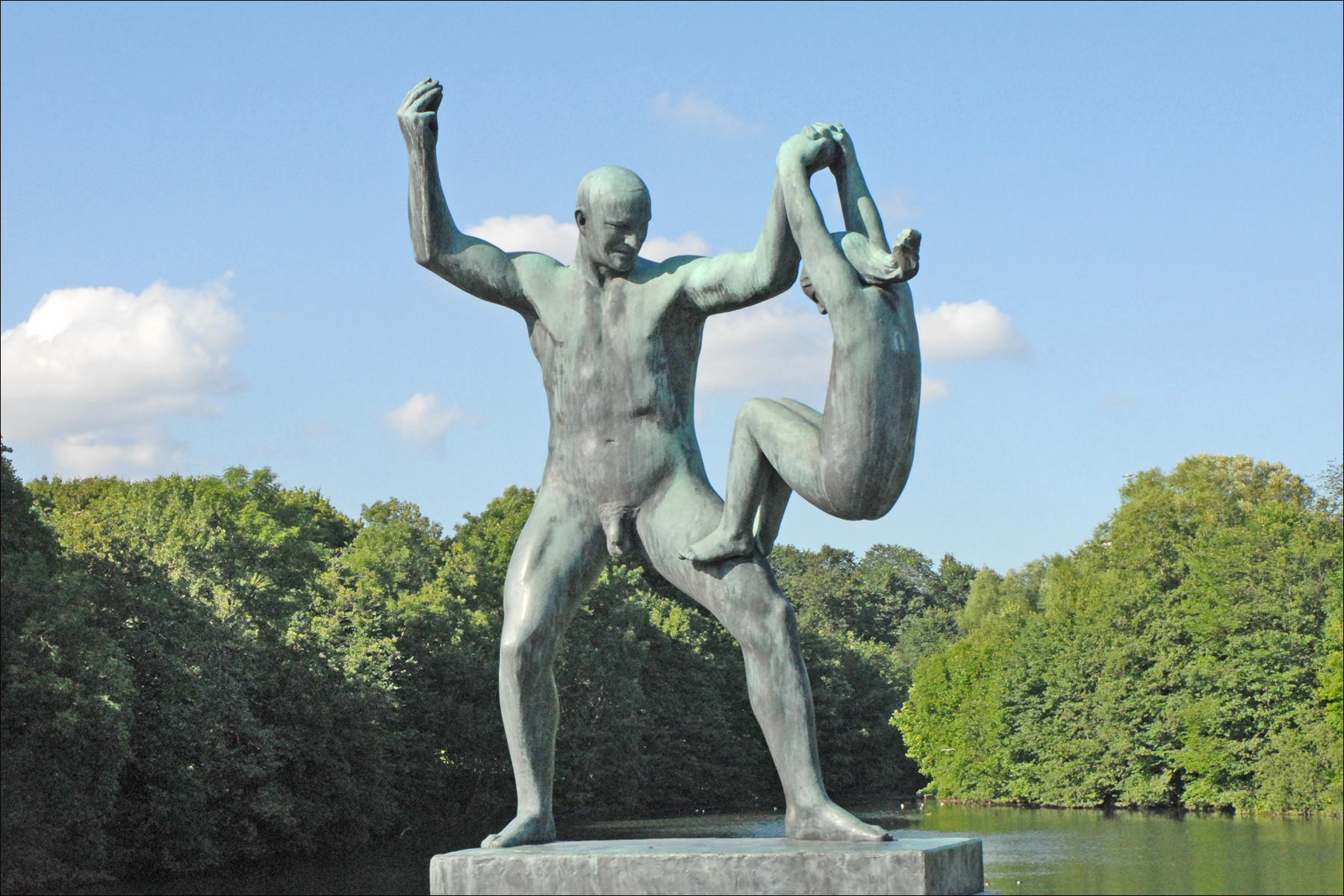
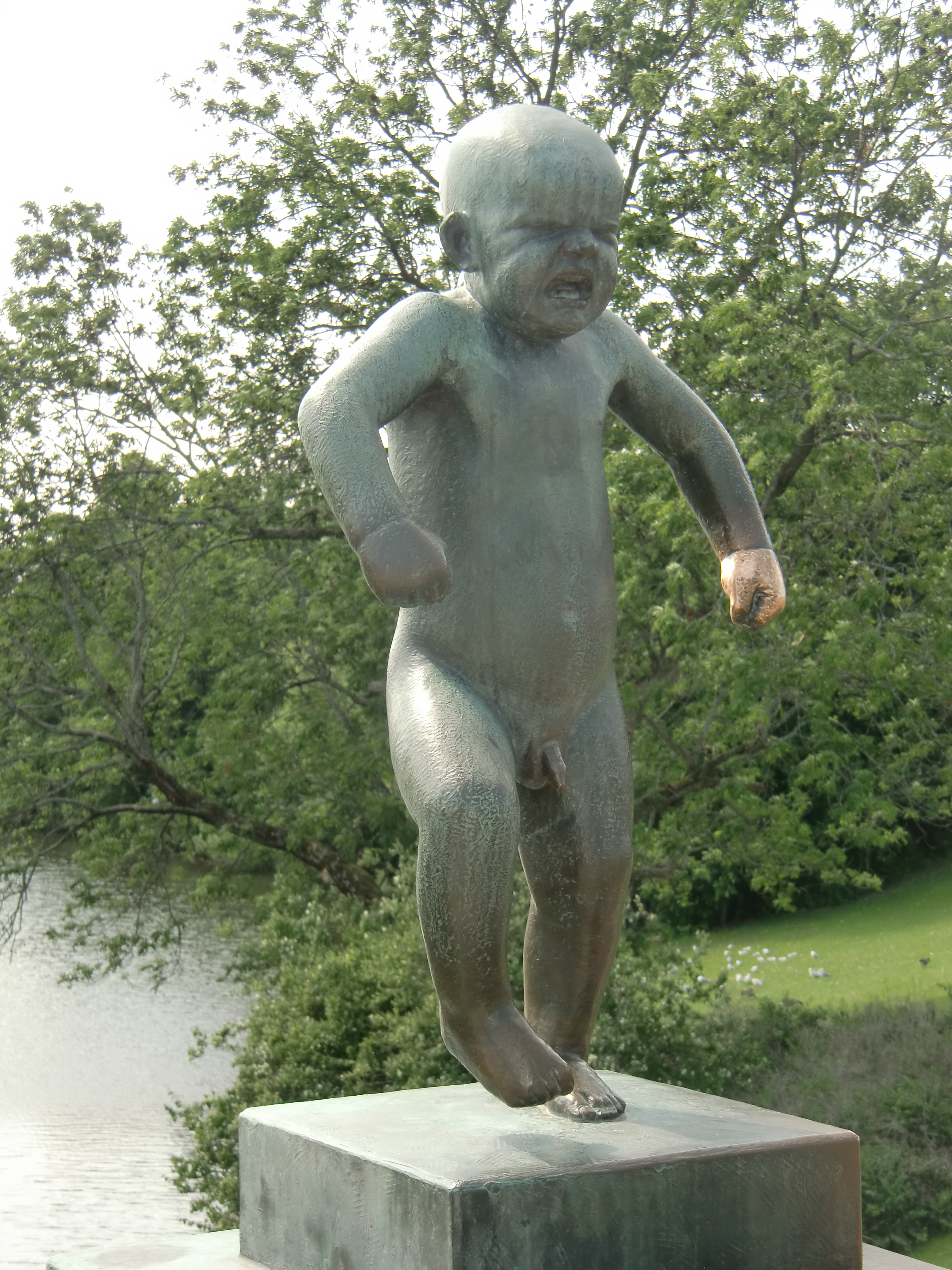
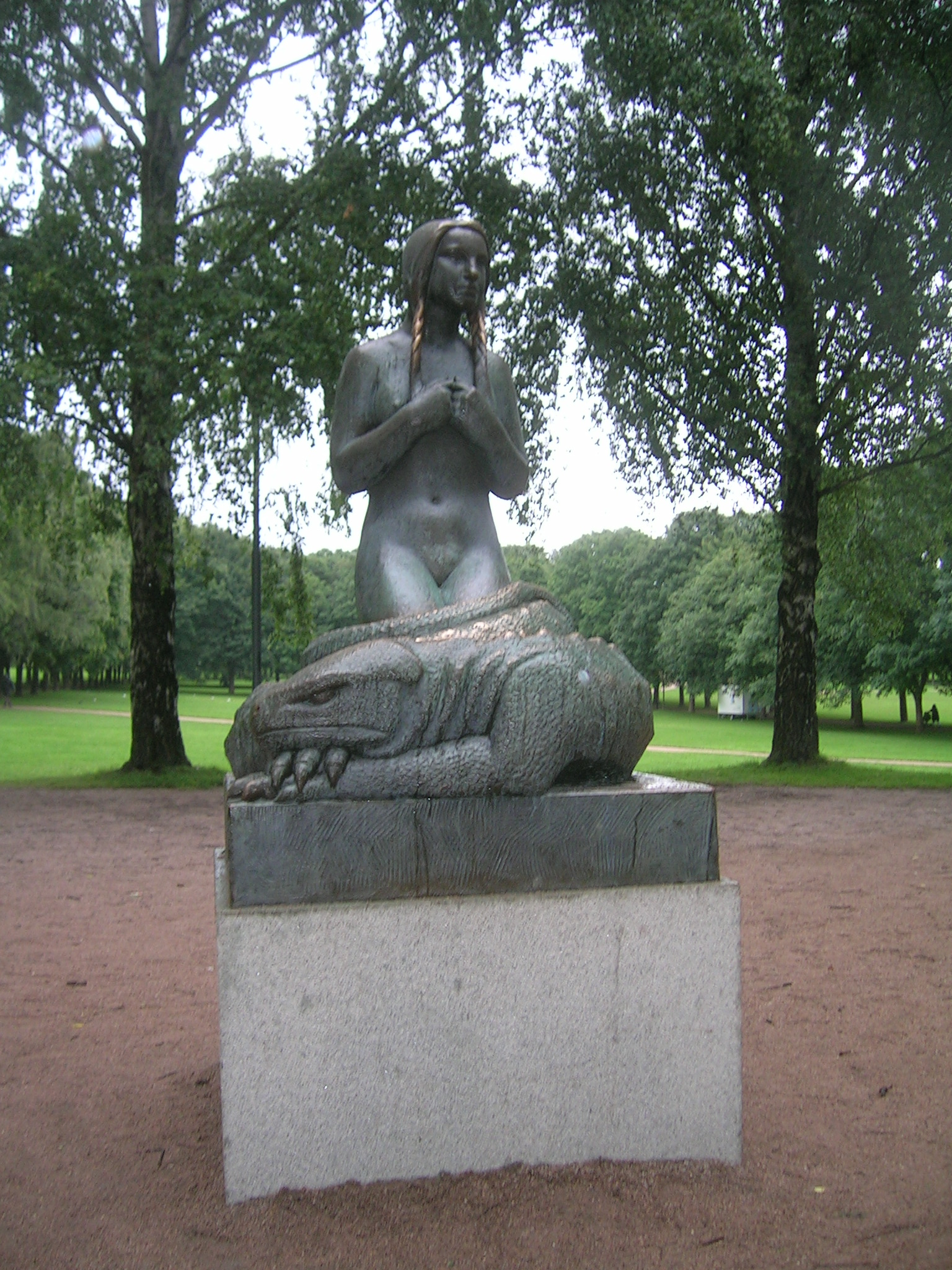
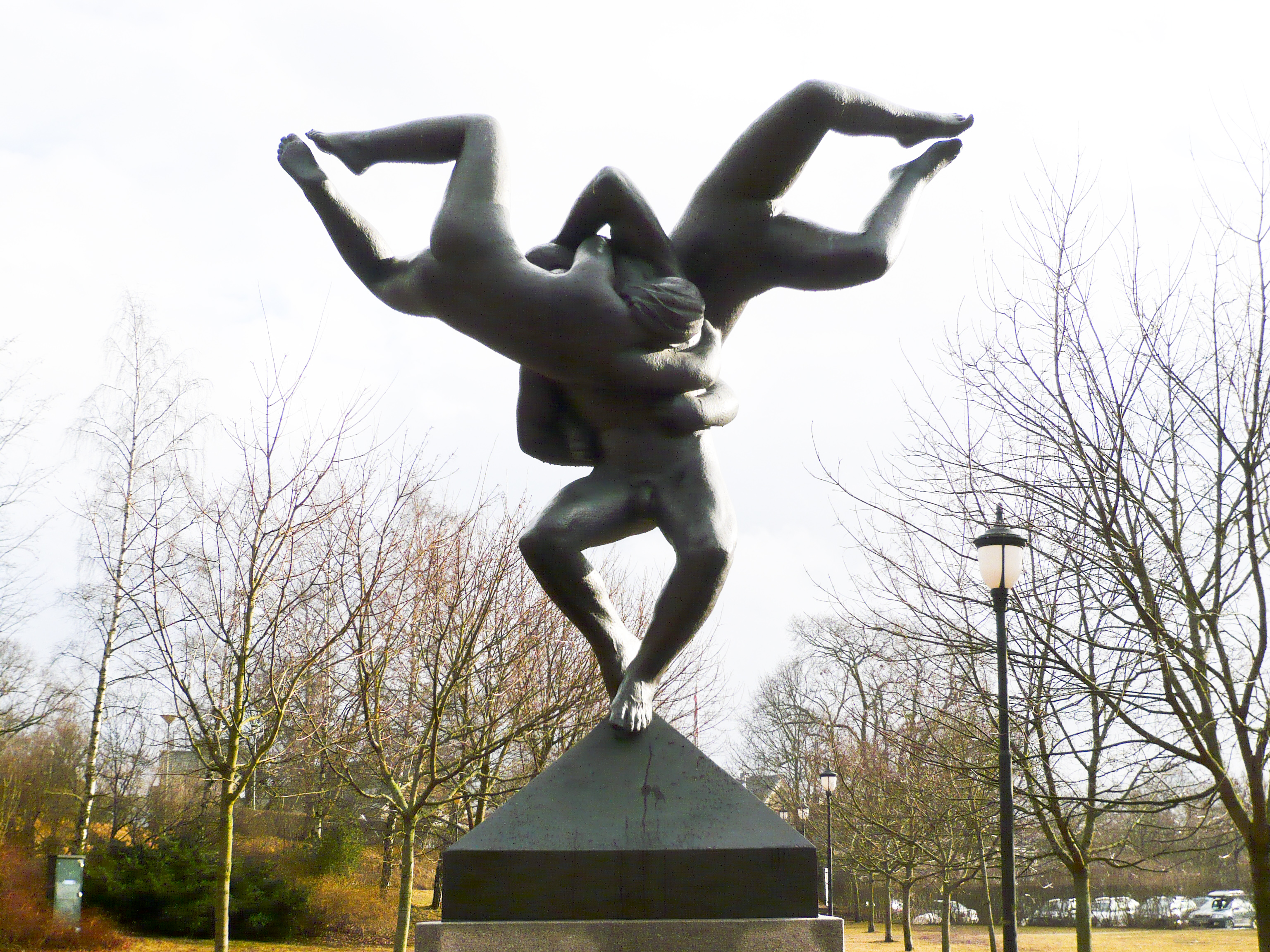
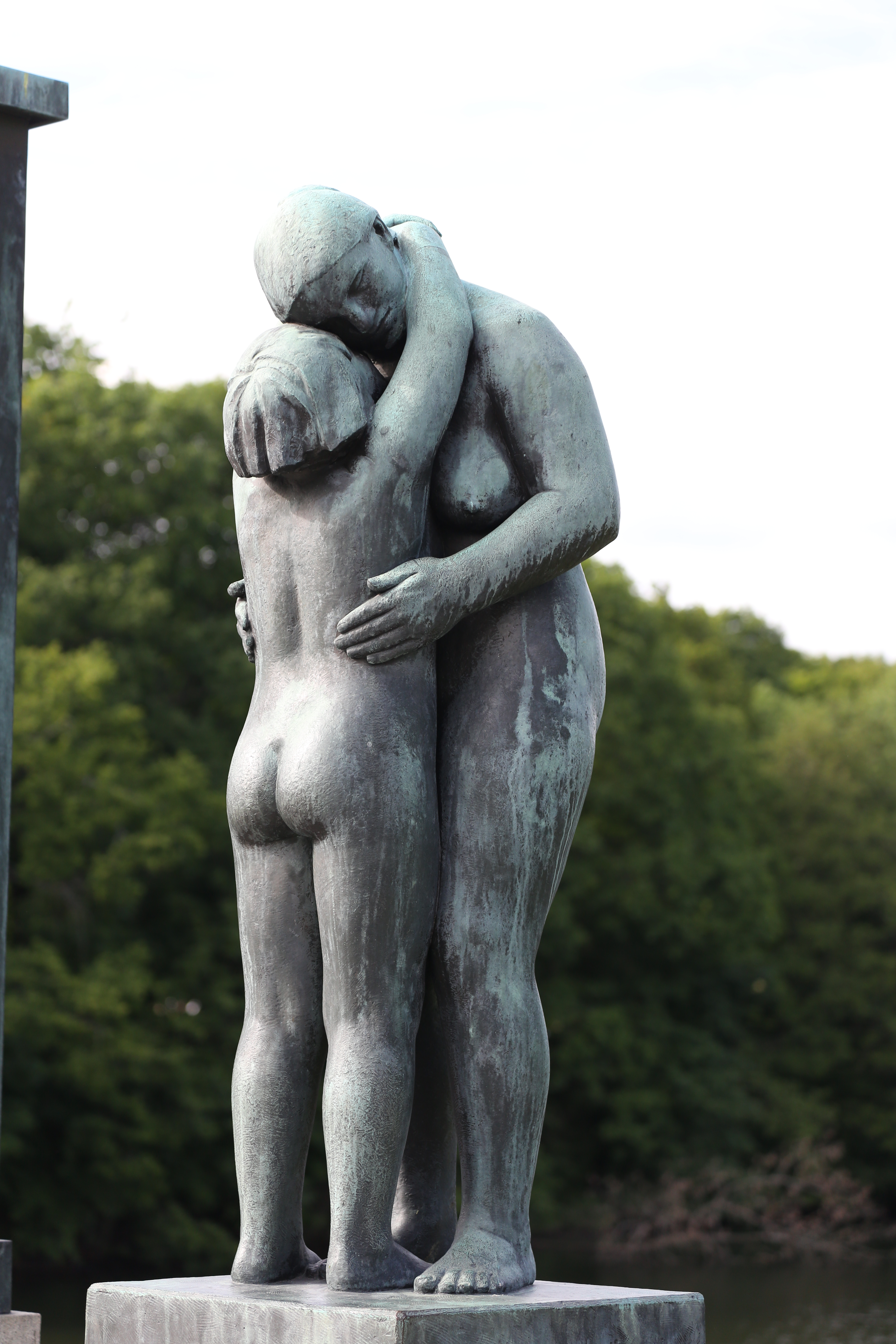
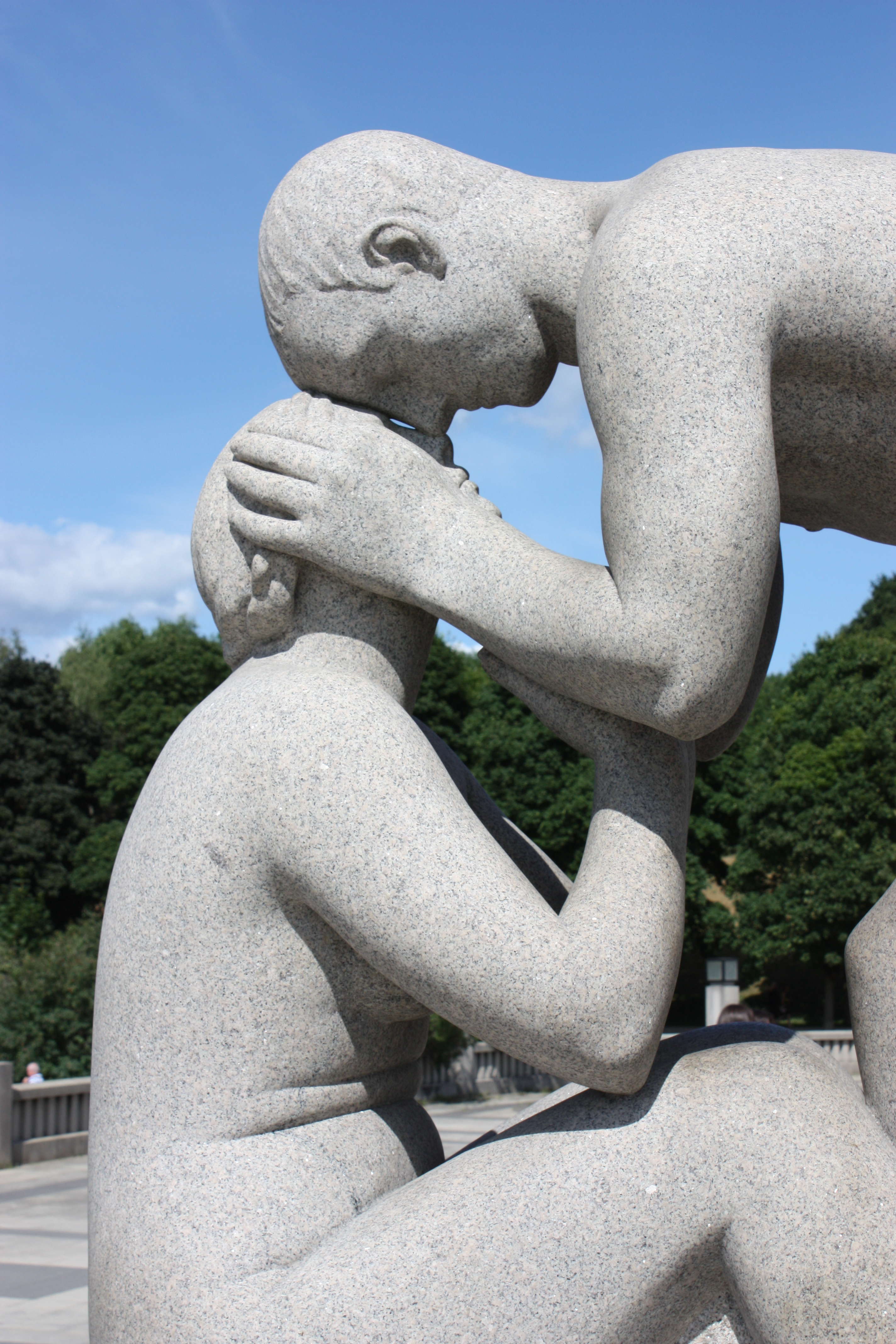
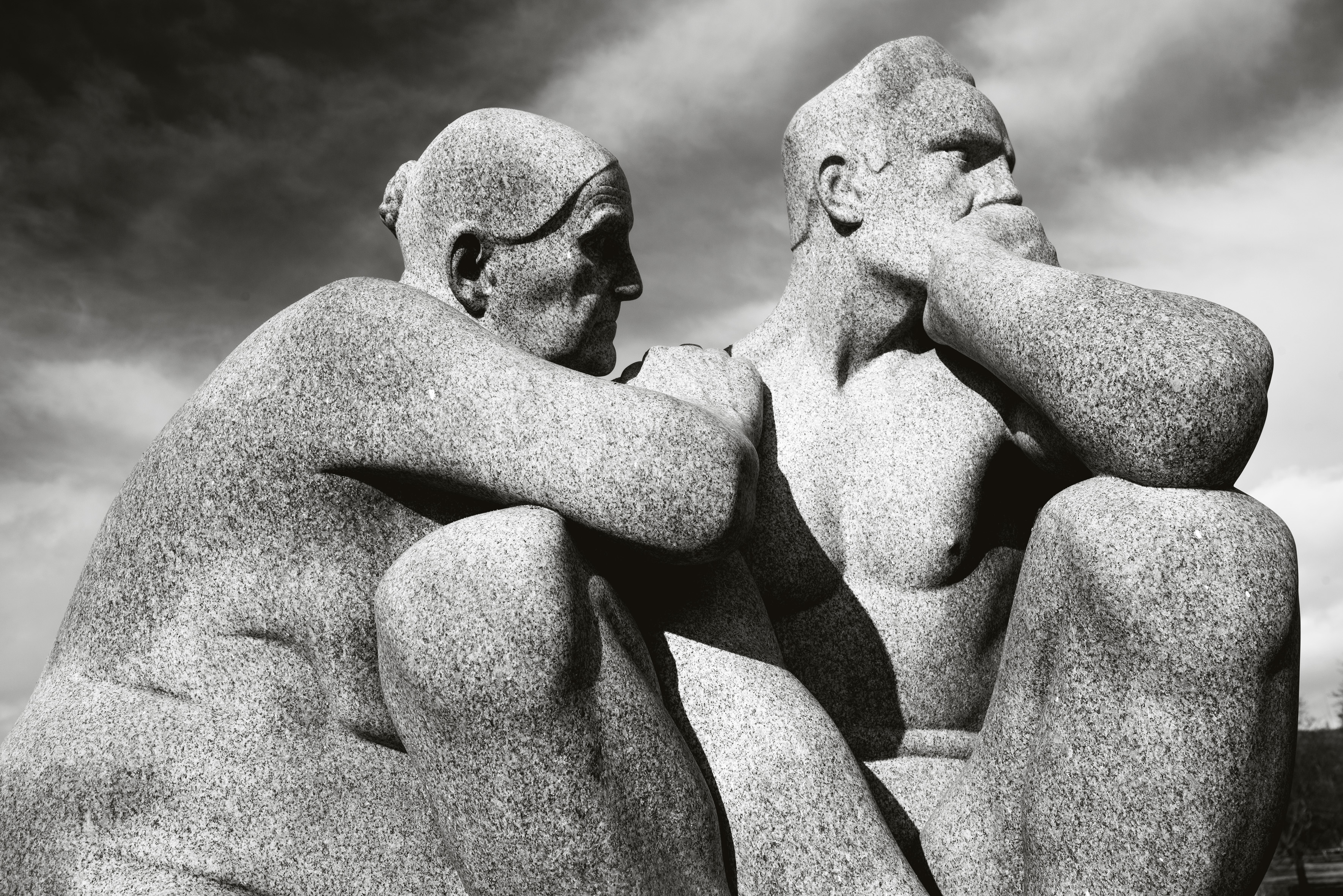
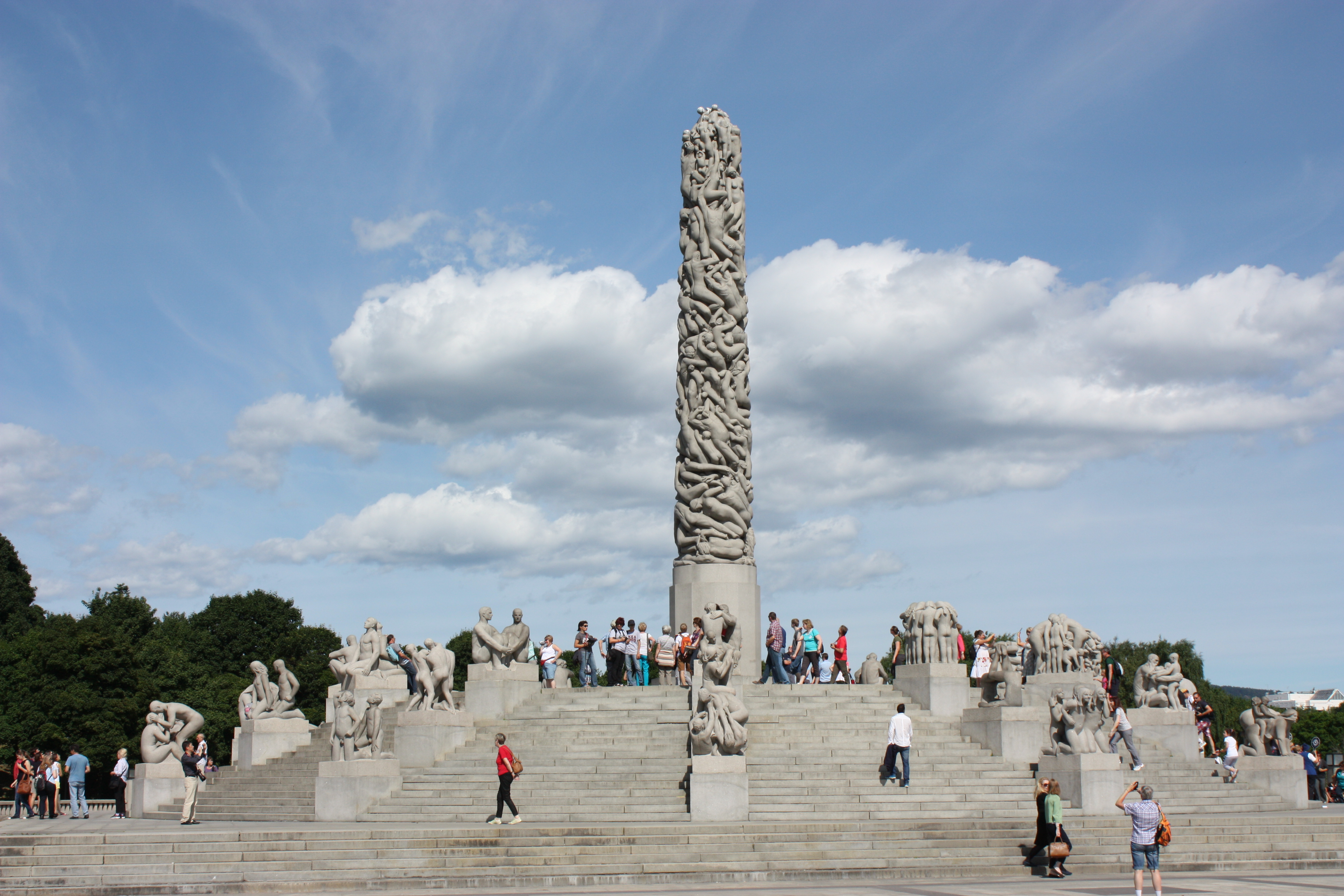
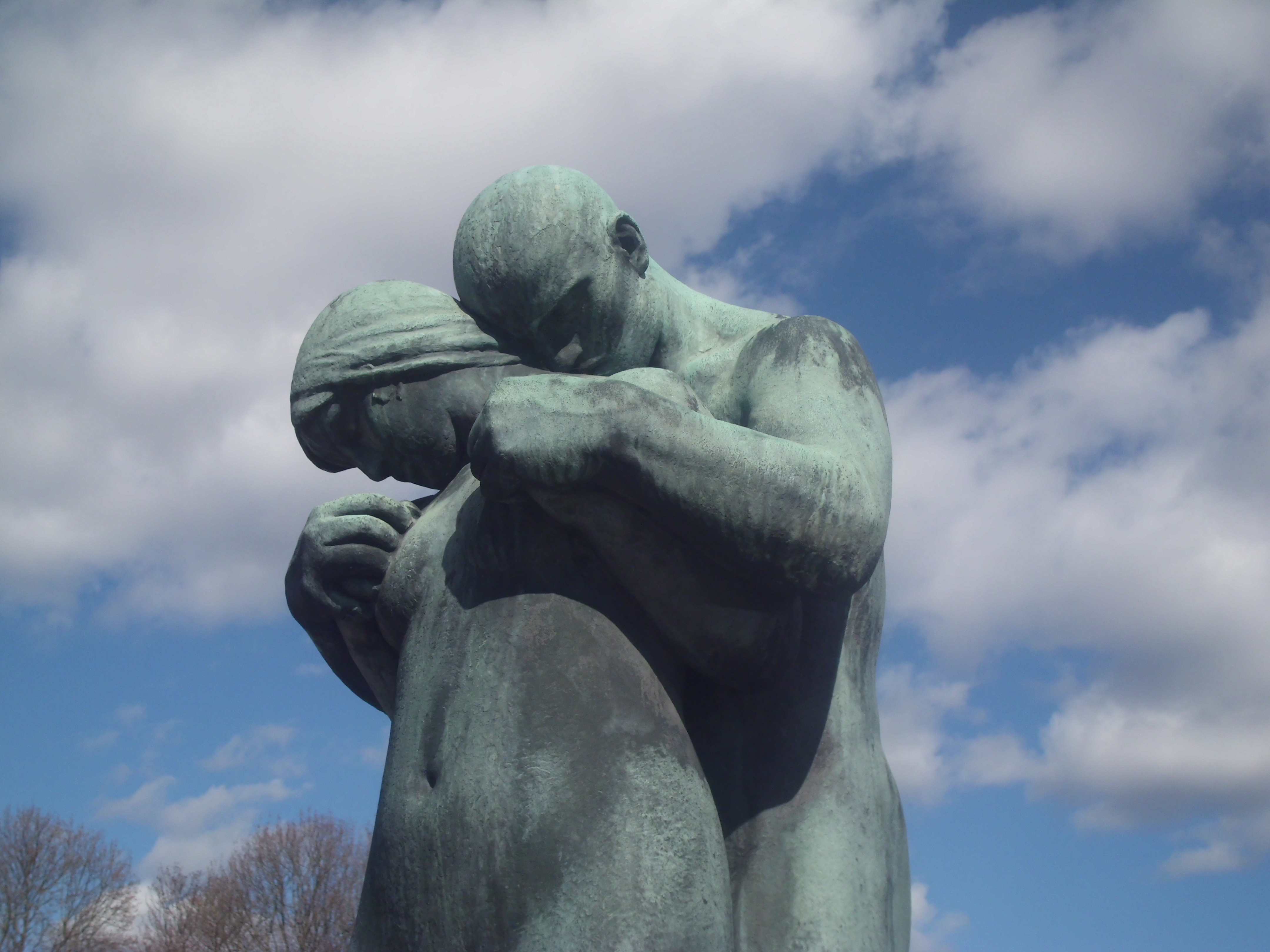
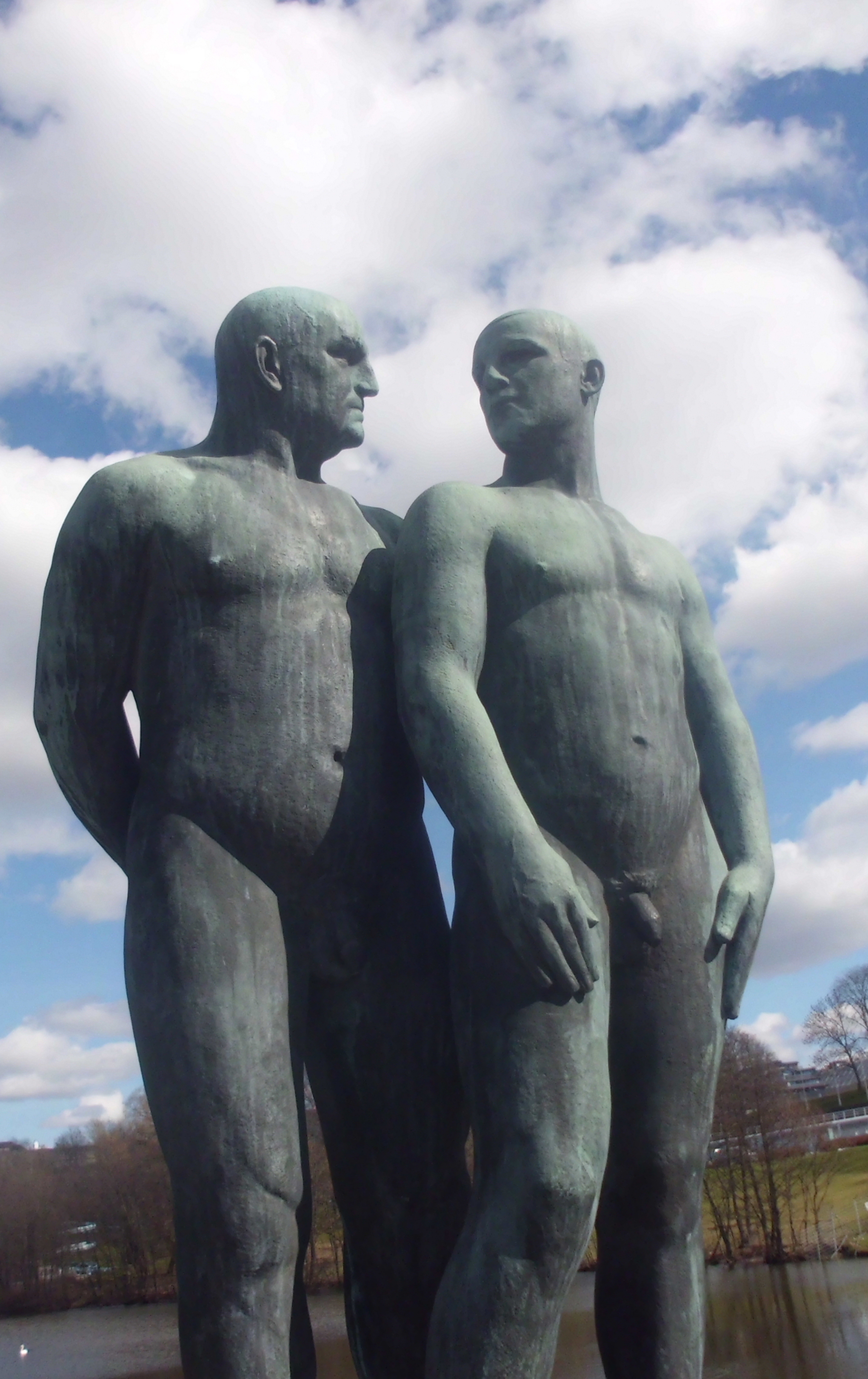
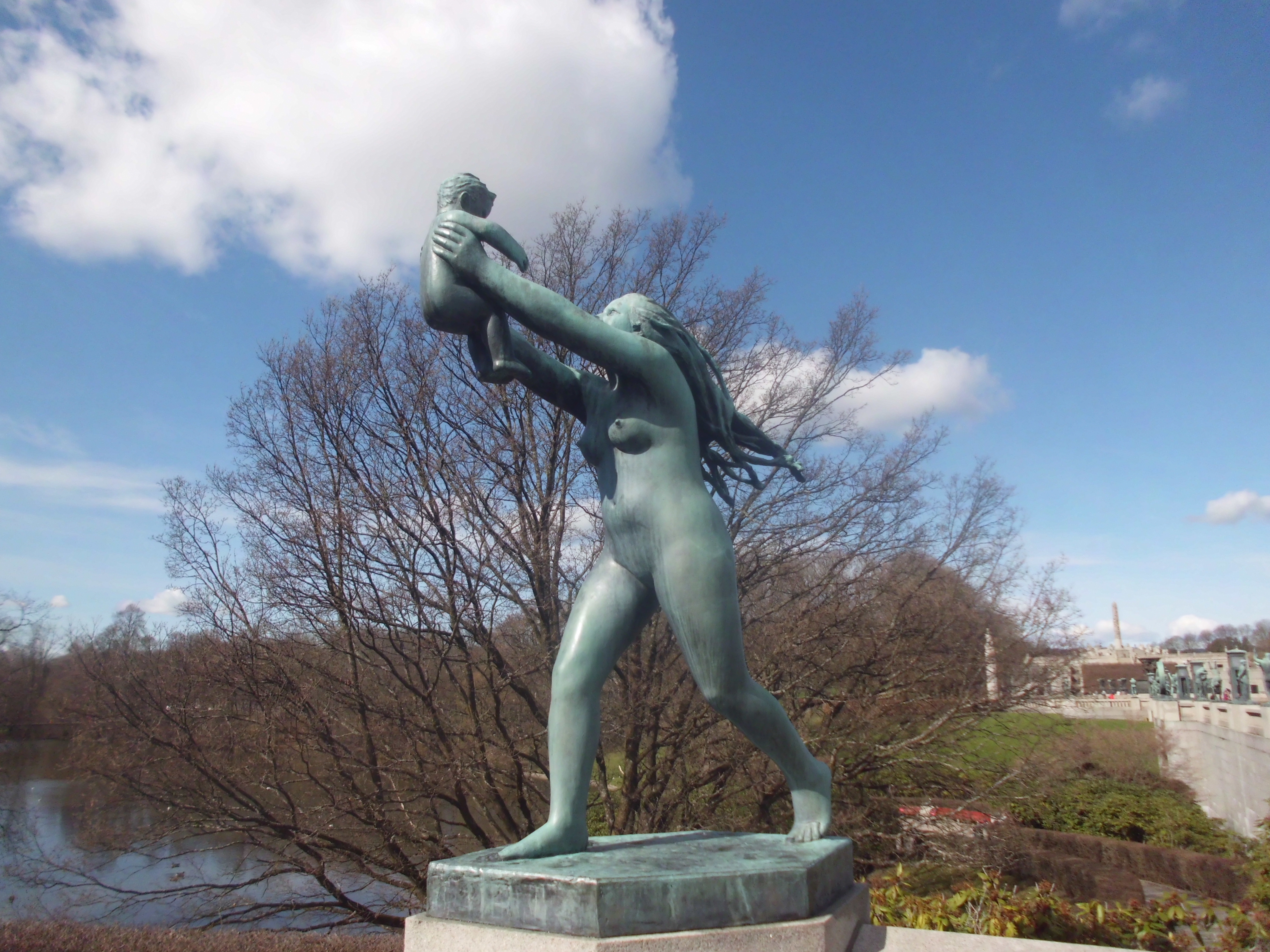
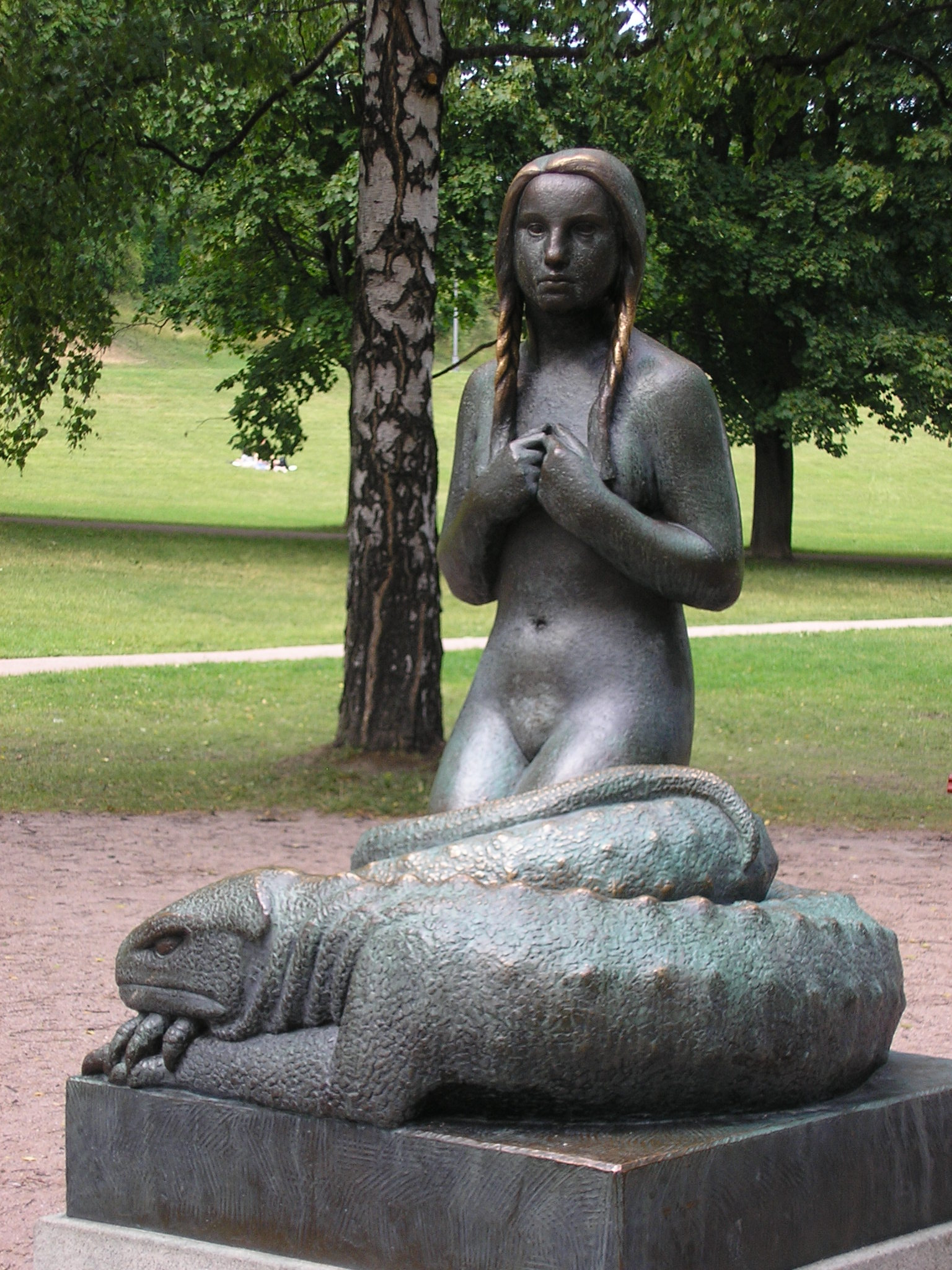
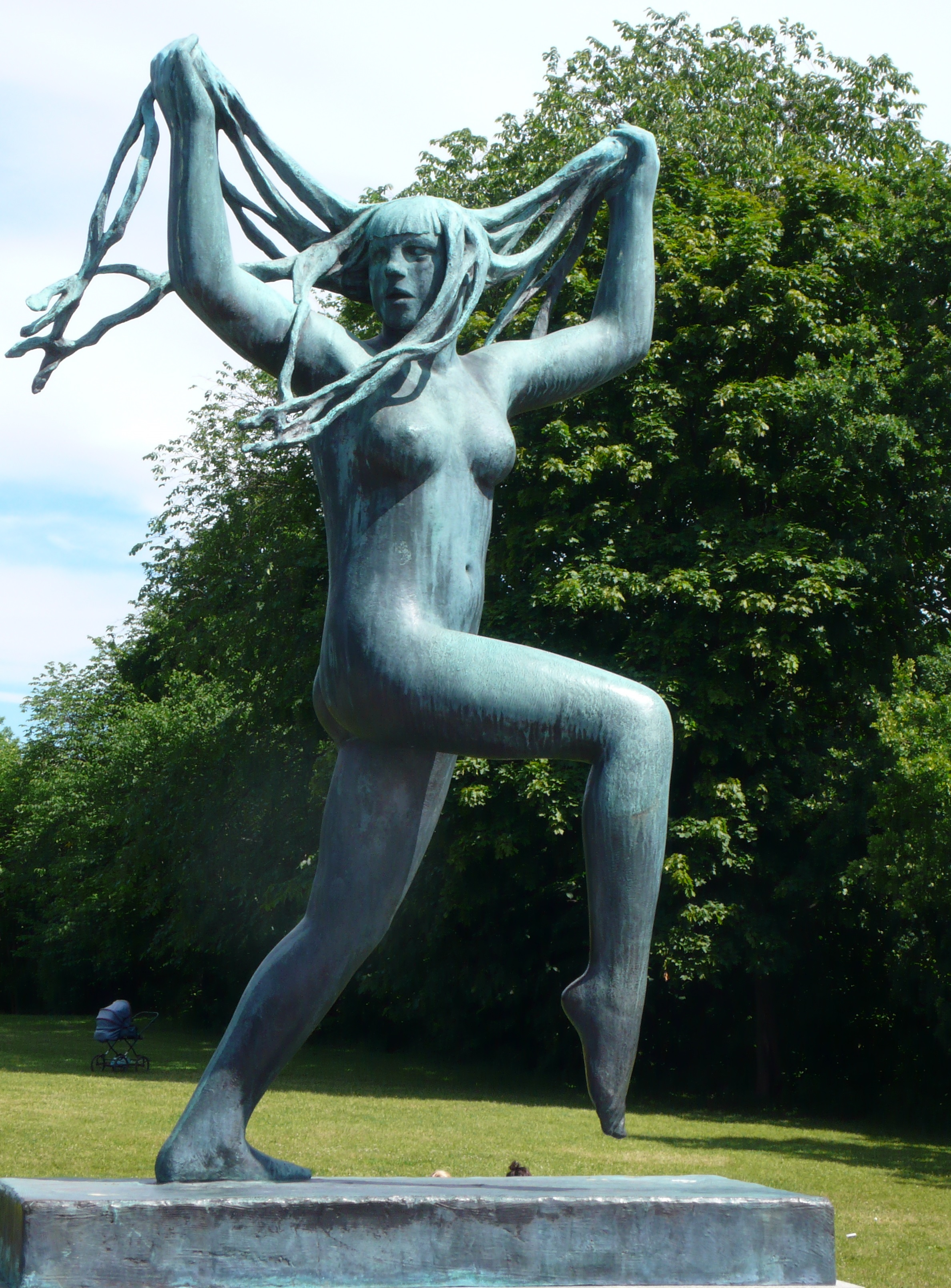
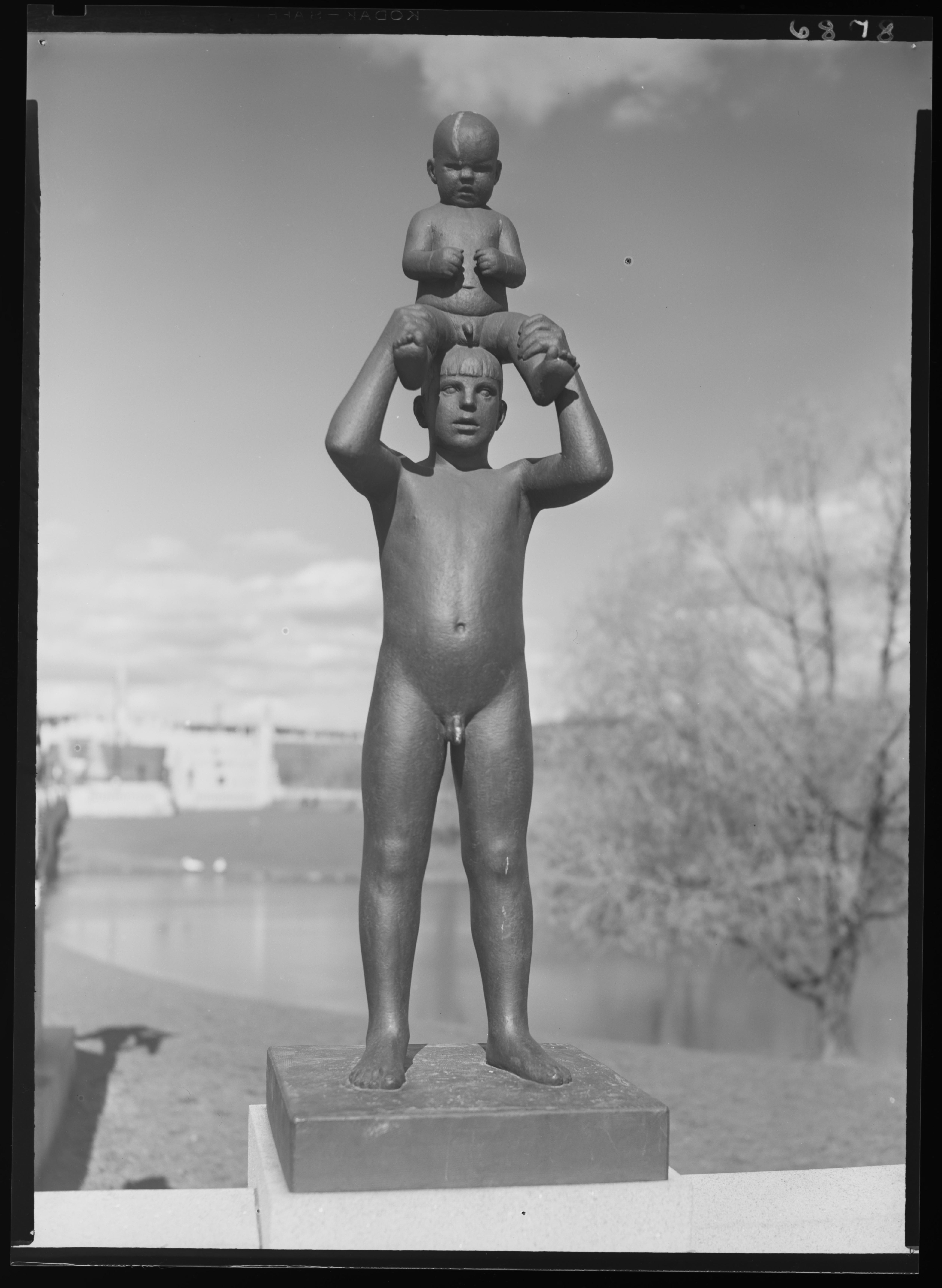